# Must Be Santa
«Must Be Santa» es un villancico compuesto por los músicos Hal Moore y Bill Fredericks y grabado por primera vez en noviembre de 1960 por Mitch Miller. Una versión de Tommy Steele alcanzó el puesto cuarenta en la lista británica UK Singles Chart en 1960.
Basa en una canción alemana de taberna, «Must Be Santa» se estructura como una canción de pregunta y respuesta, con el cantante presentando una pregunta de quién tiene una determinada característica, mientras el coro responde que Santa Claus tiene esa determinada característica. Después de cada verso, la lista de caracteres mencionadas se reitera, seguida por el coro de «must be Santa» repetido en tres ocasiones:

Cantante: «Who laughs this way, ho ho ho?»
Coro: «Santa laughs this way, ho ho ho!»
Todos: «Ho ho ho, cherry nose, cap on head, suit that's red...»

## Versión de Bob Dylan
En noviembre de 2009, Bob Dylan versionó la canción de Brave Combo en forma de polka para el álbum de estudio Christmas in the Heart. El New York Daily News describió la versión de Dylan como: «No está del todo claro si Dylan [...] tenía el objetivo de celebrar el día festivo y suavemente burlarse de la simplicidad de la música de Norman Rockwell». La versión de 
La versión de Dylan incluye los nombres de varios presidentes de los Estados Unidos mezclados con la lista de los renos de Santa Claus, y solo uno de los presidentes mencionados habían estado en la Casa Blanca cuando la canción fue publicada originalmente. 